# Гольмовский
Го́льмовский (укр. Гольмівський) — посёлок городского типа в Донецкой области Украины. С 2014 года контролируется подконтрольной России ДНР.

## География
К северу от населённого пункта проходит линия разграничения сил в Донбассе (см. Второе минское соглашение).

### Соседние населённые пункты по странам света

#### Под контролем ВСУ
СВ: Доломитное (северная часть)
С: Травневое (западная окраина), Гладосово
СЗ: Дача
З: Зайцево (северная часть)

#### Под контролем ДНР
З: Зайцево (южная часть)
ЮЗ, Ю, ЮВ, В: город Горловка
СВ: Доломитное (южная часть, формально в «буферной зоне»)
С: Травневое (без западной окраины, формально входит в «буферную зону»)

## Общие сведения
Входит в состав Горловского городского совета (подчинён Никитовскому районному совету). Находится в северо-восточной стороне от города Горловки Донецкой области на расстоянии 21 км от города и 75 км от областного центра. Расстояние от посёлка до ближайшего железнодорожного узла станции Никитовка Донецкой железной дороги составляет 11 км. На линии Никитовка — Попасная существует железнодорожный полустанок Доломит.

## История
Основан в 1875 году.
Существует две легенды образования топонима:
- ранее на территории посёлка было голое место, и потому образовавшееся селение назвали Гольмой;
- на месте образования посёлка селились бедные рабочие; у этих людей не было даже нормальной одежды, и поэтому их называли «голь»;

## Население
Численность населения
| Год  | Количество жителей |
| ---- | ------------------ |
| 1939 | 3877               |
| 1959 | 8441               |
| 1970 | 8649               |
| 1979 | 8437               |
| 1987 | 9000               |
| 1989 | 8469               |
| 1992 | 8700               |
| 1998 | 8600               |
| 2001 | 7757               |
| 2004 | 7500               |
| 2009 | 7172               |
| 2010 | 7149               |
| 2011 | 7127               |
| 2012 | 7104               |
| 2013 | 6989               |
| 2014 | 6981               |

Соответственно административному распределению в состав Гольмовского поселкового совета входит посёлок Гладосово, который расположен на расстоянии 2 км в северо-северо-западном направлении от посёлка.

## Культура
Сохранился дворец культуры, за которым находится памятник героям Второй мировой войны, куда ежегодно местные жители возлагают цветы, отдавая дань памяти борцам с германскими оккупантами. В данный момент времени дворец работает. Проводятся дискотеки; раньше работало местное телевидение,спортивные секции 
. В данный момент в нём работают кружки детского танца, рисования, а также спортивной борьбы. На территории посёлка находится большой парк.